# Jávorka
A Jávorka női név újkori szóalkotás, mely a jávor (juharfa) szóból származik.

## Gyakorisága
Az 1990-es években szórványos név, a 2000-es években nem szerepel a 100 leggyakoribb női név között.

## Névnapok
- február 24.,[2] szökőévekben február 25.
- május 10.[2]